# Iwan Tikunow
Iwan Jegorowicz (Gieorgijewicz) Tikunow (ur. 1910 w Petersburgu, zm. w lutym 1988 w Kalininie) – kapitan NKWD i MWD, jeden z wykonawców zbrodni katyńskiej.
Skończył szkołę  powszechną 1931-1934 służył w Armii Czerwonej, następnie wstąpił do NKWD, pracował w Oddziale Administracyjno-Gospodarczym Zarządu NKWD obwodu kalinińskiego. Za udział w mordowaniu polskich jeńców z obozu w Ostaszkowie 26 października 1940 nagrodzony przez Ławrientija Berię. Od września 1940 do października 1944 komendant więzienia wewnętrznego Zarządu NKWD-Ludowego Komisariatu Bezpieczeństwa Państwowego obwodu kalinińskiego w stopniu kapitana. W latach 50. starszy wykładowca punktu szkoleniowego Zarządu Milicji Zarządu MWD obwodu kalinińskiego.

## Odznaczenia
- Order Czerwonego Sztandaru (1954)
- Order Czerwonej Gwiazdy (1950)
- Medal „Za zasługi bojowe” (dwukrotnie, 1943 i 1945)